# Gian Paolo Niccolini
Gian Paolo Niccolini (Livorno, 1º ottobre 1925 – Cecina, 16 giugno 1996) è stato un pittore e scultore italiano.

## Biografia
Interessatosi all'arte, e in particolar modo alla pittura, fin da giovanissimo, Niccolini ha frequentato il centro della pittura post-fattoriana che è la Bottega d’Arte di Livorno. Lì assimilò il valore del “tono” come sintesi luce-colore e lì tenne le prime mostre personali nel 1948 e nel 1950. Ad altre mostre personali e collettive seguì un periodo di inattività, finito a Cecina, dove trovò, per merito principale di un affettuoso gruppo di amici e pittori, la volontà di ricominciare. Da allora sempre confortato dall'amicizia e dall'incitamento del pittore e gallerista Franco Serretti, la sua opera è diventata intensa nella pittura e nella scultura. Dal 1964 al 1969 ha ricoperto la carica di consigliere provinciale di Livorno per il comune di Cecina.

## Stile
Nelle pitture di Niccolini l’avvolgersi morbido dei volumi, la delicatezza dei corpi, denunciano un amore verso certe manifestazioni e figure della vita, che non scivola mai nel compiaciuto o nell’estetizzante, traducendosi subito in armonia volumetrica, in levigatezza e sottigliezza di chiaroscuri.
Niccolini ha dato poche ma felicissime sculture ed una serie di figure su tela in cui il suo temperamento, malinconico ed appassionato insieme, appieno si rivela nelle vibrazioni di una serie di volti indimenticabili. Nel tratto lieve, nella pennellata tenue, c’è l’urgenza del pittore di esprimere la sua interiorità, di fissare atteggiamenti e momenti che hanno in comune non soltanto l’espressione di una mestizia pacata ma anche e soprattutto la suggestione di aver scavato “dal dentro” ogni soggetto con una partecipazione sofferente e pensosa.

## Opere
Le 25 immagini di Lucia, esposte per la prima volta a Cecina nell’aprile del 1974, sono ritratti realizzati ad olio fatte di occhi tenerissimi, di riposi totali, di sorrisi leggeri, più idea che sorriso; immagini, forse, che danno volto a nostalgie vecchissime e ricordi lontani. Possono mutare l’ambiente, le luci e le ombre, non mai il contrasto luminoso che, dividendo il primo piano dal fondo, mette in evidenza la corposità dei nudi o i composti atteggiamenti del corpo.

## Altre opere
- Mimosa, collezione Niccolini, Cecina 1989
- Ritratto della Madre, collezione privata, Francoforte 1989
- Ritratto del Nipote, collezione Niccolini, Cecina 1985
- Rose, collezione Niccolini, Cecina 1982
- Tavola, collezione privata, Marsiglia 1978
- Ritratto della Moglie, collezione privata, Zurigo 1978
- Ragazza con l'ombrello, collezione privata, Londra 1978